# Samu Hazai
Samuel Freiherr von Hazai (Rimavská Sobota, 26. prosinca 1851. – Budimpešta, 10. veljače 1942.) je bio austrougarski general i vojni zapovjednik. Tijekom Prvog svjetskog rata obnašao je dužnost mađarskog ministra domobranstva.

## Vojna karijera
Samu Hazai rođen je kao Samuel Kohn 26. prosinca 1851. u Rimavskoj Soboti. Njegova obitelj bila je dio lokalne židovske zajednice, ali se njegov otac odlučio da se preobrati na katoličanstvo. Tako je Samuel koristio prezime"Kohn-Hazai" sve do 1876. kada je odlučio zadržati prezime "Hazai". Hazai je završio komercijalnu školu, te je najprije radio u očevom poduzeću. Vojnu karijeru započeo je kao običan vojnik, ali su mu odlični rezultati omogućili školovanje kao kadeta u Vojnoj akademiji Ludovica. Godine 1874. polaže časnički ispit, te postaje profesionalnim vojnikom. Od studenog 1874. služi u 51. domobranskoj bojnoj, dok u svibnju 1876. dostiže čin poručnika. Od 1879. pohađa Ratni akademiju u Beču koju završava 1881. s odličnim uspjehom. Te iste godine, u svibnju, promaknut je u čin natporučnika. Od 1886. nalazi se na službi u mađarskom ministarstvu domobranstva u kojem će služiti s kraćim prekidima tijekom cijele svoje karijere. Zbog svojih priznatih teorijskih znanja ubrzo postaje instruktorom u Vojnoj akademiji Ludovica. U rujnu 1889. unaprijeđen je u čin satnika, u bojnika je promaknut u svibnju 1895., dok čin potpukovnika dostiže u studenom 1897. godine. 
U ožujku 1900. premješten je u Školu za više časnike mađarskog domobranstva, nakon čega je ubrzo, u studenom te iste godine, promaknut u čin pukovnika. Godine 1902. postaje zapovjednikom navedene škole koja je bila odgovorna za izobrazbu svih viših časnika mađarskog domobranstva. U jesen 1904. vraća se u ministarstvo domobranstva gdje je imenovan načelnikom 1. odjela. U svibnju 1907. promaknut je u čin general bojnika, dok je u siječnju 1910. imenovan ministrom mađarskog domobranstva. Ubrzo nakon toga, u studenom, unaprijeđen je u čin podmaršala. Jednako kao i njegov kolega Friedrich von Georgi, austrijski ministar domobranstva, nastojao je povećati obučenost časnika mađarskog domobranstva, te osigurati što više novčanih sredstava za modernizaciju domobranstva u čemu je imao velikih teškoća. Za svoja postignuća 12. prosinca 1912. dobiva plemićku titulu baruna.

## Prvi svjetski rat
Ubrzo nakon početka Prvog svjetskog rata Hazai je u studenom 1914. promaknut u čin generala pješaštva. Hazaiev posao ministra domobranstva bio je opterećen teškoćama, posebice od mađarskih oporbenih lidera koji su smatrali da se za vođenje rata izdvaja previše sredstava, te da mađarski vojnici ginu više od drugih, što naravno nije bilo točno. U takvim okolnostima Hazaiju je bilo teško obnašati svoju dužnost, ali su ga u tome podržavali mađarski ministar predsjednik Istvan Tisza, te car Franjo Josip. Kako su se problemi s popunom i materijalom pogoršavali, Hazai je od novog cara Karla I. u veljači 1917. imenovan šefom za popunu cjelokupne vojske. Istodobno je razriješen dužnosti ministra domobranstva. U kolovozu 1917. promaknut je u čin general pukovnika. Dužnost šefa za popunu austrougarske vojske Hazai je obnašao do kraja rata.

## Poslije rata
Nakon završetka rata Hazai je s 1. prosincem 1918. umirovljen. Tijekom Mađarske Sovjetske Republike bio je uhićen, te zatočen. Nakon obnove kraljevine izabran je u upravne odbore više banaka i kompanija. Također, 1927. imenovan je doživotnim zastupnikom novouspostavljenog Doma lordova. 
Samu Hazai preminuo je 13. veljače 1942. godine u 91. godini života u Budimpešti. Bio je oženjen s Mariom Juhasz s kojom je imao dva sina i jednu kćer.

## Vanjske poveznice
(eng.) Samu Hazai na stranici Austro-Hungarian-Army.co.uk  Arhivirana inačica izvorne stranice od 5. lipnja 2014. (Wayback Machine)

(eng.) Samu Hazai na stranici Field commanders of Austria-Hungary

(eng.) Samu Hazai na stranici Giborim.hu

(eng.) Samu Hazai na stranici Yivoencyclopedia.org

(rus.)
Samu Hazai na stranici Hrono.ru

(češ.) Samu Hazai na stranici Valka.cz